# Carlos Esposito
Carlos Esposito (Buenos Aires, 4 novembre 1941) è un ex arbitro di calcio argentino.
È noto soprattutto per aver diretto al Campionato mondiale di calcio 1986 due partite, Belgio-Messico, durante il primo turno, e l'ottavo di finale Italia-Francia.
La sua carriera internazionale, inaugurata nel 1978, ha visto d'altra parte la sua partecipazione come arbitro in altre importanti manifestazioni calcistiche:
- nel 1979 è convocato per la Copa América, di cui dirige la semifinale Brasile-Paraguay;
- nel 1983 è selezionato per i Mondiali Under-20 in Messico;
- nel 1985 è protagonista dei Mondiali Under-17 in Cina.
Termina l'attività agonistica nel 1989.

## Fonti
- / Profilo, su worldreferee.com. URL consultato il 5 giugno 2010 (archiviato dall'url originale il 3 gennaio 2009).
- / Sito della FIFA, su fifa.com.